# سوول دو سنت-مارت
 سوول دو سنت-مارت  (به فرانسوی: Scévole de Sainte-Marthe) شاعر قرن شانزدهم میلادی اهل فرانسه است.